# Trò chơi tiệc tùng

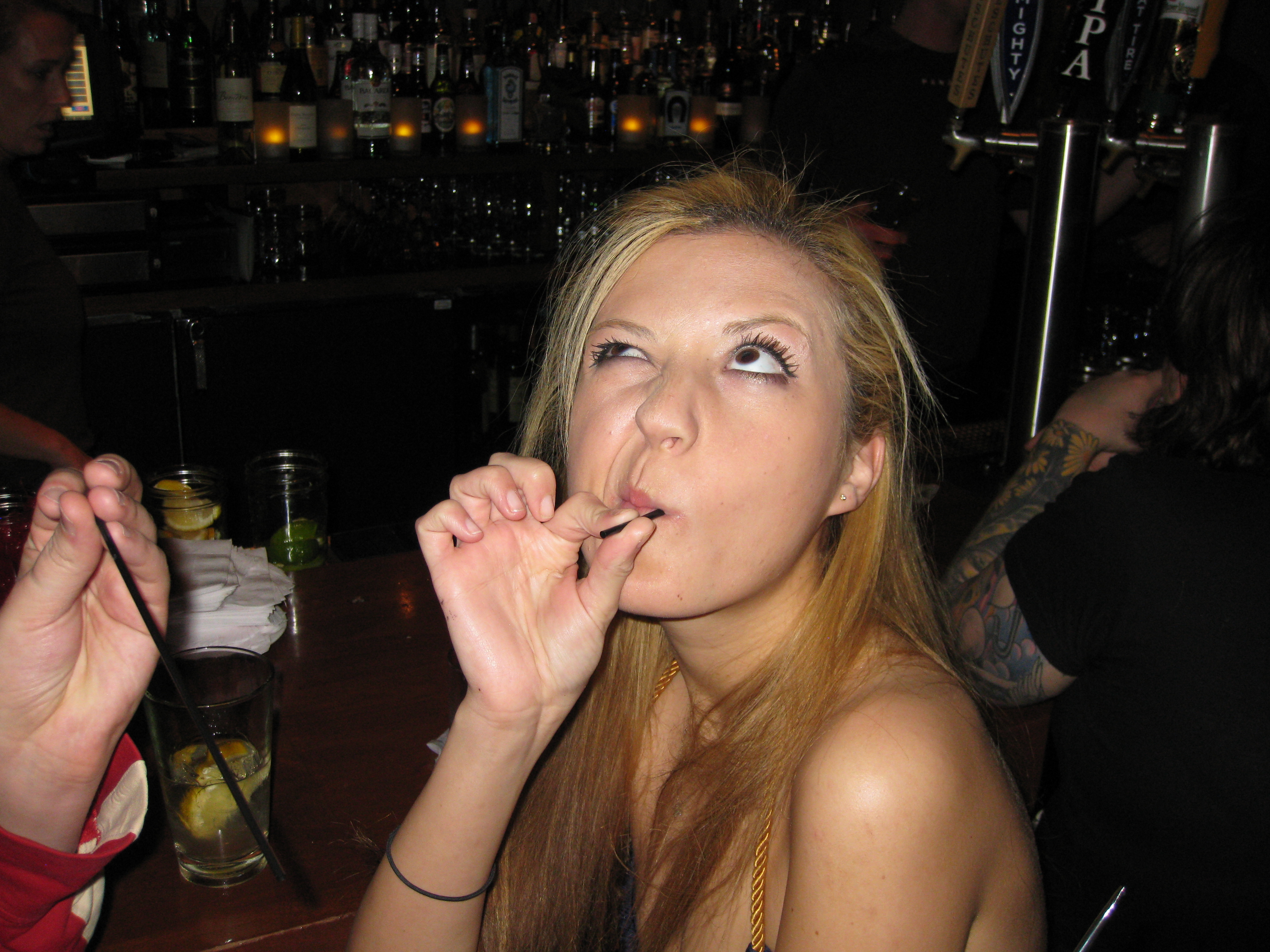
Một cô gái tham gia trong một trò chơi tiệc tùng

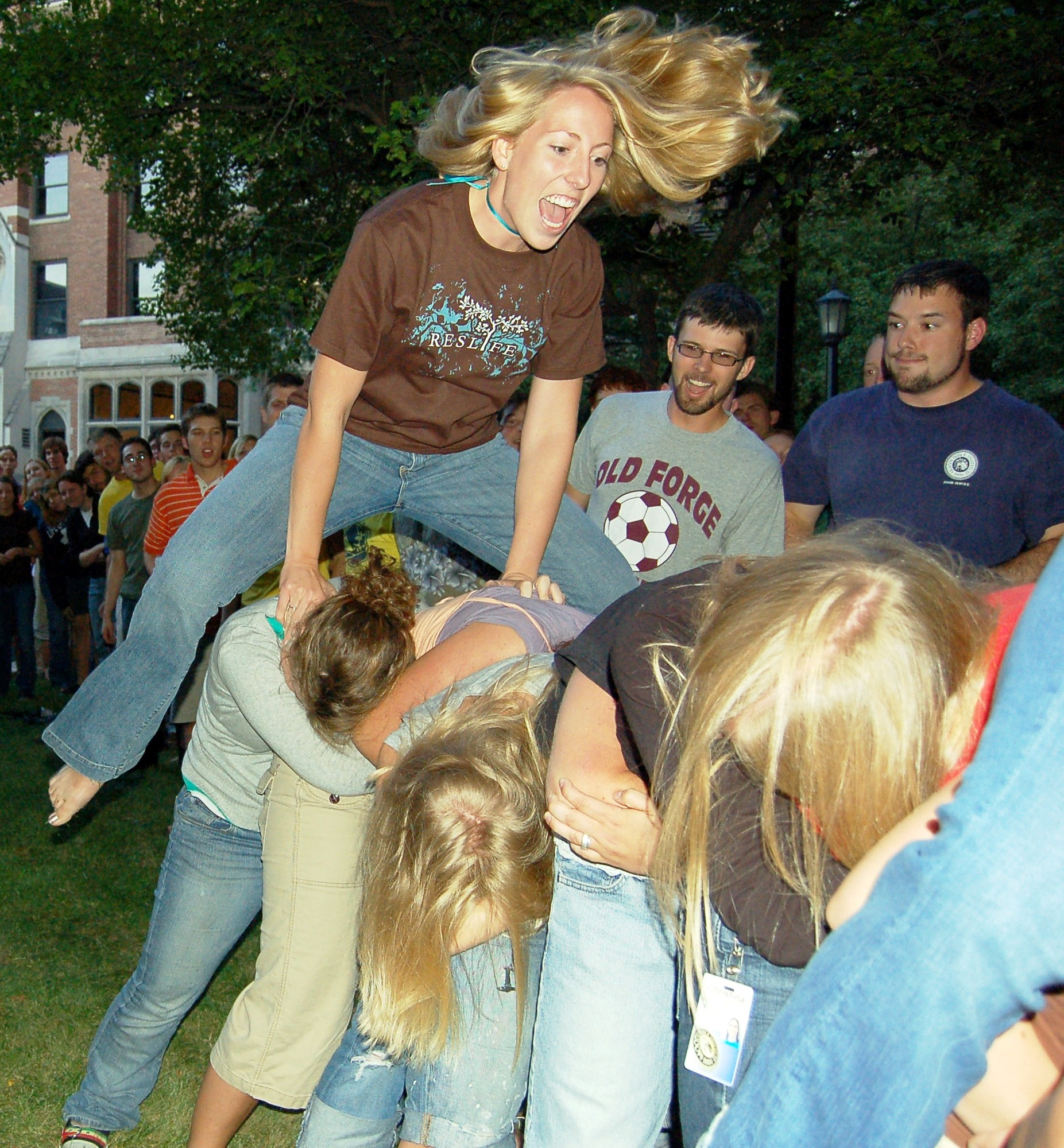
Trò nhảy ngựa

Trò chơi tiệc tùng (Party games) hay trò chơi tập thể là một thể loại trò chơi được chơi tại các buổi tụ họp xã hội, các bữa tiệc, các sự kiện nhóm để giải trí và tăng tính tương tác xã hội. Thể loại trò chơi tiệc tùng có thể bao gồm nhiều loại hình như trò chơi trên bàn, các trò chơi bảng, trò chơi thẻ bài, các trò chơi đố vui, và các trò chơi mà chỉ cần giấy và bút. Trò chơi tiệc tùng cũng bao gồm các trò chơi được thiết kế đặc biệt cho các bữa tiệc, chẳng hạn như thi nốc rượu (trò chơi uống rượu), hoặc các trò chơi truyền thống như Charades, cùng những trò chơi vận động. Các trò chơi trong các bữa tiệc, sự kiện được thiết kế để dễ học và phù hợp cho một số lượng lớn người chơi ở các độ tuổi và trình độ kỹ năng khác nhau nhằm tạo bầu không khí vui vẻ giữa những người tham gia, bất kể họ có quen biết nhau từ trước hay không.

## Đặc điểm
Đặc điểm nổi bật của các trò chơi tiệc tùng gồm:
- Dễ học và dễ chơi: Luật chơi thường đơn giản, dễ hiểu, không yêu cầu người chơi phải có kỹ năng đặc biệt hay kinh nghiệm chơi game.
- Số lượng người chơi đa dạng: Thường hỗ trợ nhiều người chơi cùng lúc, phù hợp với các nhóm đông người.
- Thúc đẩy tương tác: Khuyến khích người chơi giao tiếp, phối hợp, cạnh tranh hoặc gây cười cho nhau.
- Thời gian chơi linh hoạt: Một ván thường ngắn, cho phép người chơi tham gia hoặc rời đi dễ dàng, và có thể chơi lặp lại nhiều lần.
- Ít tính cạnh tranh gay gắt: Mặc dù có yếu tố thắng thua, nhưng mục tiêu chính là vui vẻ và tạo kỷ niệm, ít căng thẳng về chiến thắng cá nhân.

## Các trò chơi

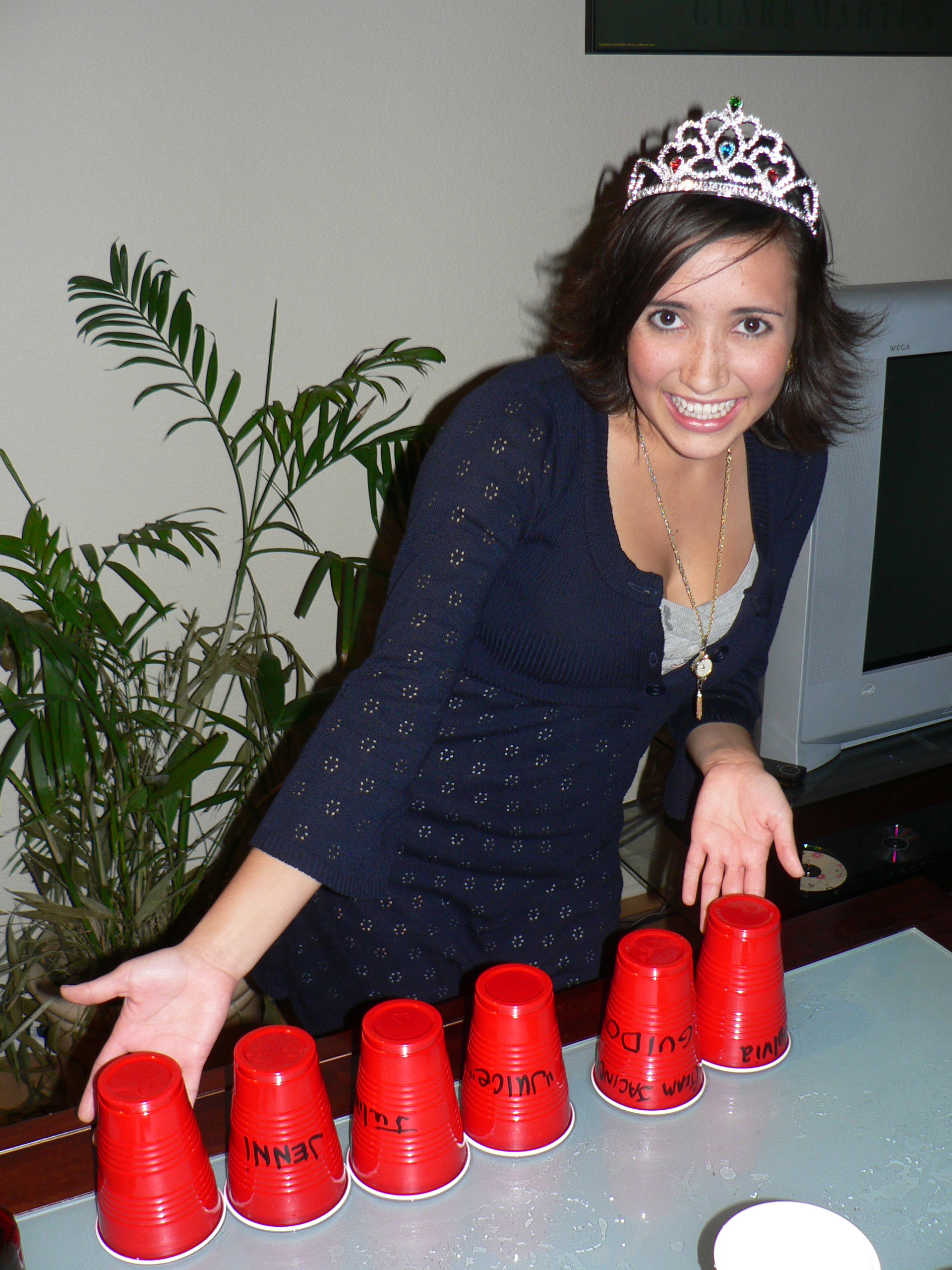
Trò chơi nốc rượu

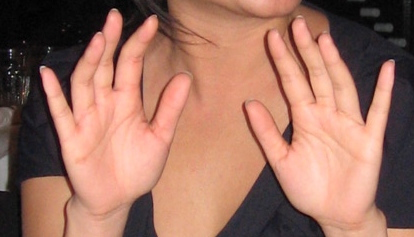
Trong biến thể khác của trò chơi có tên "mười ngón tay", người chơi đếm điểm trên tay của họ thay vì uống rượu

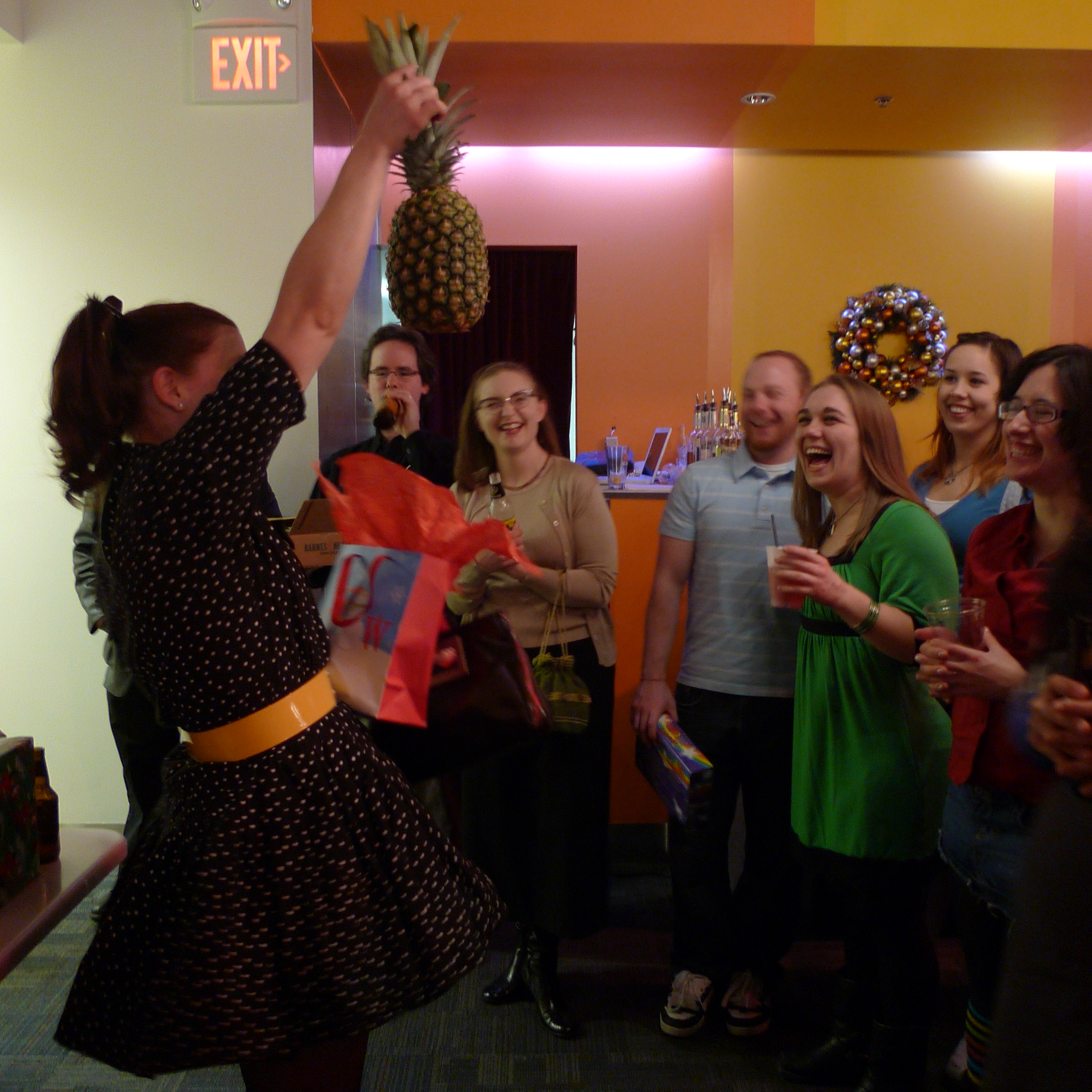
Trò chơi Voi trắng

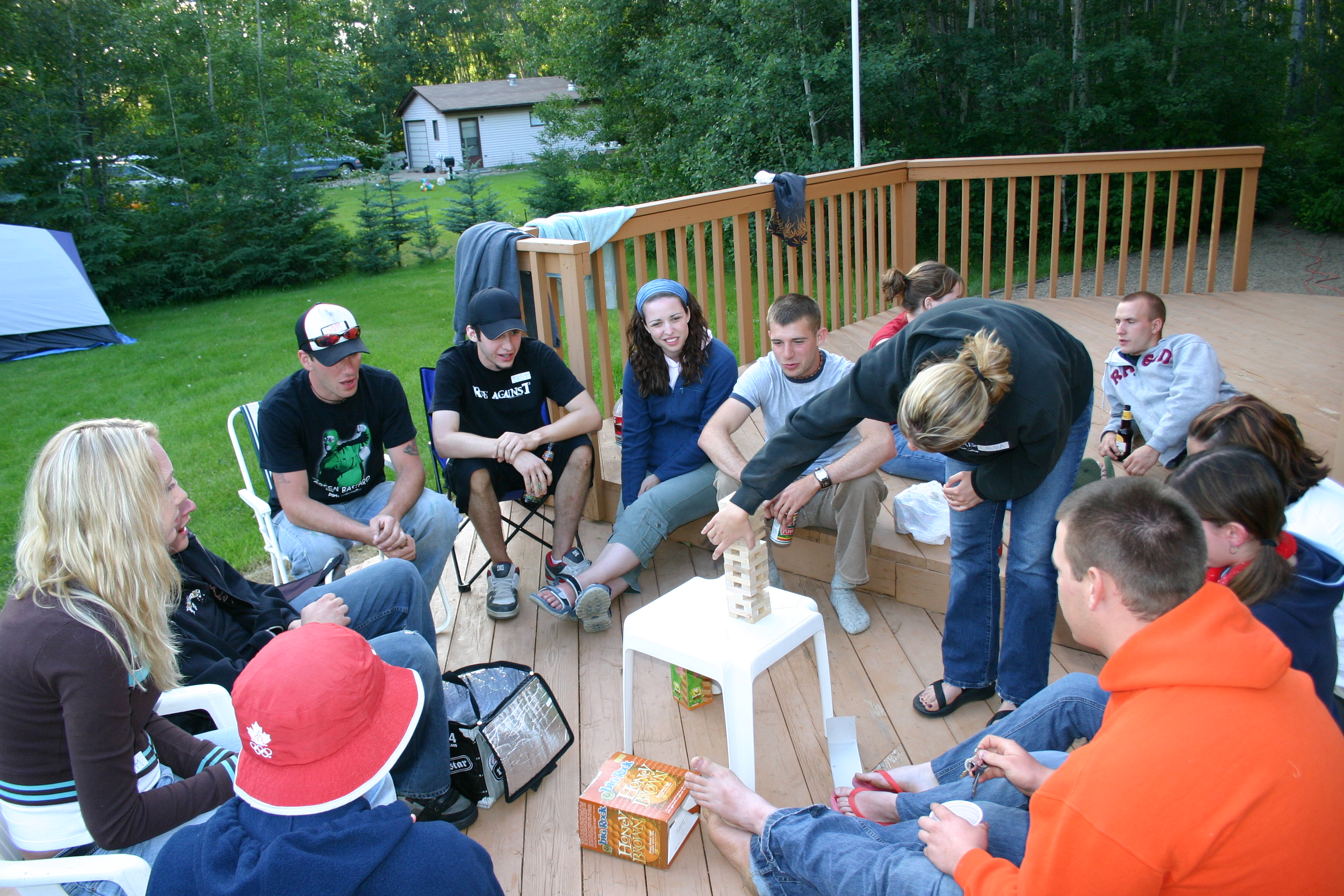
Trò chơi tập thể

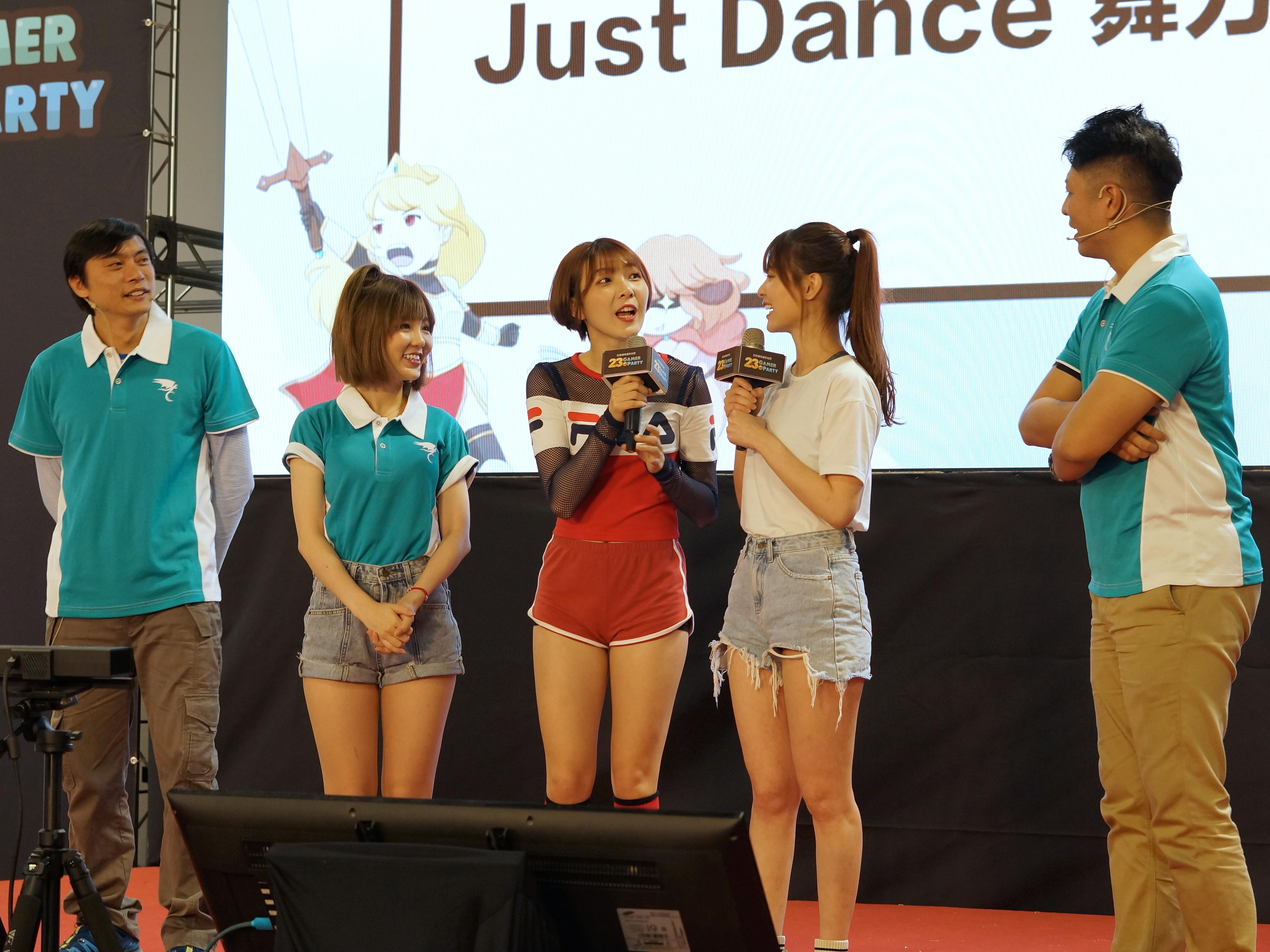
Các bạn trẻ đang tham gia vào một trò chơi tiệc tùng

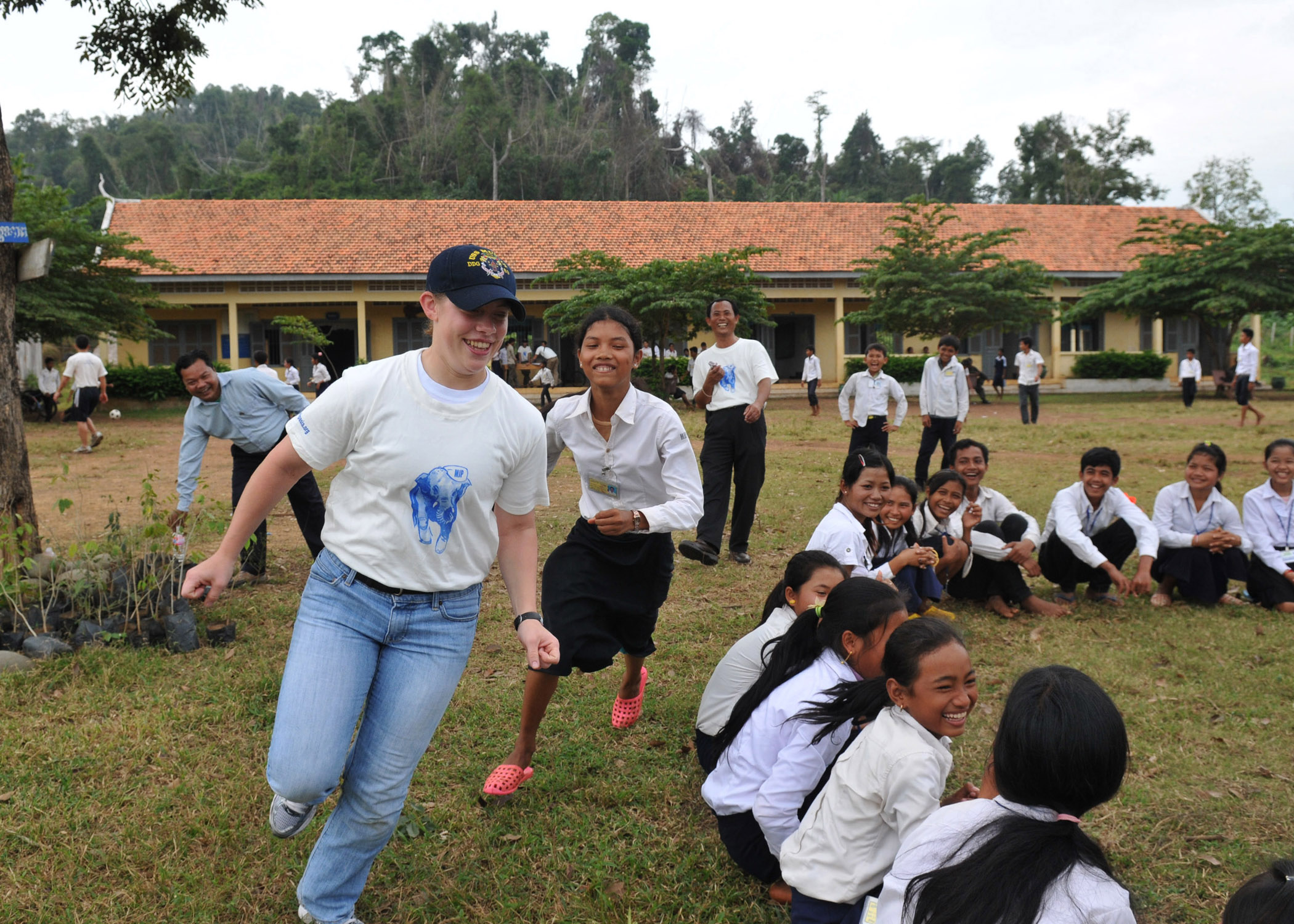
Trò chơi tập thể ở Campuchia

- 1000 Lá bài trắng trống (1000 Blank White Cards)
- 30 Giây (30 Seconds)
- Táo nối táo (Apples to Apples)
- Diễn đạt (Articulate)
- Chém gió (Balderdash)
- Đập chuột (Bat a rat)
- Beer pong hay Bóng bàn bia
- Lô tô (Bingo)
- Botticelli
- Nhảy ngựa (Buck buck)
- Bài phá nhân cách (Cards Against Humanity)
- Bắt ý (Catch Phrase)
- Người nổi tiếng (Celebrity)
- Trò đố chữ câm (Charades)
- Điện thoại bị hỏng (Chinese whispers)
- Hậu quả (Consequences)
- Ghế quyền lực (Couch of power)
- Cranium
- Dixit
- Trò nốc rượu (Drinking games), biến tấu của nó là trò chơi trên mạng thập niên 2010 có tên là Neknominate (thử thách nốc rượu)
- Fictionary (có liên quan đến trò chơi chém gió (Balderdash)
- Trò chơi tìm danh tiếng (Game For Fame)
- Bẫy quà (Gift Trap)
- Ma sói (trò chơi tập thể Mafia, còn được biết đến là Vampire hoặc Werewolf)
- Trò chơi phá án bí ẩn (Murder mystery games)
- Tượng nhạc (Musical statues)
- Chiến tranh Nerf (Nerf War)
- Tôi chưa bao giờ từng làm (Never have I ever)
- Bùng nổ (Outburst)
- Pat-a-cake, pat-a-cake, baker's man (Pat-a-cake, pat-a-cake, baker's man)
- Vẽ đoán chữ (Pictionary)
- Bưu điện (Post Office)
- Thầy tế giáo xứ (The priest of the parish)
- Bác sĩ tâm lý (Psychiatrist)
- Sự kháng cự (The Resistance)
- Trò chơi xếp loại (Scattergories)
- Kéo (Scissors)
- Hoài nghi (Scruples)
- Bảy phút trên thiên đường (Seven minutes in heaven)
- Hét về phim (Shout about movies)
- Quay chai (Spin the bottle), biến tấu trên mạng thập niên 2010 là trò lật chai nước.
- Heo kêu (Squeak piggy squeak)
- Trò chơi thoát y (Strip games)
- Điều cấm kỵ (Taboo)
- Hết giờ! (Time's Up!)
- Truy tìm kho báu (Treasure Hunt)
- Chuyến đi đến Jerusalem (Trip to Jerusalem)
- Theo đuổi những điều tầm thường (Trivial Pursuit)
- Sự thật hay thử thách? (Truth or Dare?) và các trò chơi liên quan như "Thoát y hay thách?" (Strip or Dare?) và "Uống hay thách?" (Drink or Dare?)
- Hai mươi câu hỏi (Twenty questions)
- Hoàn toàn vô nghĩa! (Utter Nonsense!)
- Cái gì? (What?)
- Đổi quà voi trắng (White elephant gift exchange)
- Bạn muốn hơn? (Would you rather)
- Zip và bong (Zip and bong)
- Zip Zap Zop
- Zoom Schwartz Profigliano
- Bịt mắt bắt dê (Blind man's bluff)
- Vịt vịt ngỗng (Duck, duck, goose)
- Bốn mươi bốn mươi (Forty forty)
- Trốn tìm (Hide and seek)
- Tìm kim trong bọc (Hunt the thimble) hoặc dép, hoặc vật khác
- Mẹ ơi con có thể? (Mother May I?)
- Ghế âm nhạc (Musical chairs)
- Tượng nhạc (Musical statues)
- Cam và chanh (Oranges and Lemons)
- Chuyền quà (Pass the parcel)
- Ghìm đuôi lừa (Pin the tail on the donkey)
- Piñata
- Mèo tội nghiệp (Poor pussy)
- Oẳn tù tì (Rock paper scissors)
- Cá mòi (Sardines)
- Sư tử ngủ (Sleeping lions)
- Người nông dân trong thung lũng (The Farmer in the Dell)
- Twister
- Sát nhân nháy mắt (Wink murder)
- Trò áo thun ướt
- Truyền đồ vật bằng miệng trên cơ thể ("Truyền thẻ bằng mặt"/"Chuyền cốc nước bằng miệng")
- Đập bóng/bong bóng bằng bộ phận nhạy cảm
- Thay đồ tiếp sức/Chuyền áo
- Đoán vật bằng cơ thể
- Đưa nước về nguồn
- Ép bong bóng/Đập bóng
- "Bú bia"/"Bú sữa"
- "Vạch lá tìm sâu"/"Tìm đồ trên thân thể"

Ở Việt Nam, sự du nhập mạnh mẽ của các trò chơi tiệc tùng (Party game) hiện đại, đặc biệt là các board game và card game, bắt đầu vào khoảng những năm 2000. Thời điểm khoảng năm 2010-2015 đánh dấu sự bùng nổ của các quán cà phê board game và sự phổ biến của các trò chơi như Ma Sói (Werewolf), Uno, Mèo Nổ (Exploding Kittens), và các trò chơi đố vui nhanh trí nhanh chóng được yêu thích vì tính giải trí cao, khả năng kết nối mọi người và dễ dàng tổ chức trong các buổi gặp mặt bạn bè, sinh nhật, hay các sự kiện công ty, các trò chơi vận động, tăng cường kết nối trong xây dựng đội ngũ (Team building). Dù vậy vấn nạn nổi cộm là những trò team building biến thái, biến tướng, phản cảm, lạm dụng, quá lố, phản cảm, gợi dục, vô bổ, lố lăng, lố bịch, thô thiển, dung tục, lệch chuẩn, phóng đãng, thiếu trong sáng, thiếu lành mạnh, thiếu chuẩn mực, kém văn minh, người chơi (nhất là phái nữ) bị lôi kéo, gài vô tình thế phải tham gia các trò tiếp xúc gần, cọ xát, thân mật thể xác và bị ghi lại những hình ảnh nhạy cảm làm họ ghê sợ, kinh hãi, gây ra sự tổn thương đối với người chơi khi họ hoàn toàn bị động và chịu ép từ đám đông, nhóm người, phải âm thầm chịu ấm ức để không bị đánh giá, sức ép từ lãnh đạo công ty đánh giá là không hòa nhập, gắn kết, hết mình, và nó đã trở thành một hiện tượng lệch lạc, một thứ ăn chơi, nhảy múa sa đọa gây bức xúc dư luận, bất bình xã hội, để lại tác động xấu đến văn hóa truyền thống, các công ty, doanh nghiệp, đơn vị tổ chức sự kiện bày vẽ ra những trò chơi team building biến tướng, có chiều hướng cổ súy cho gợi dục, rồi ép nhân viên phải "chơi hết mình", "chơi tới bến", cố tình "cài cắm" những trò chơi theo kiểu "tình dục hóa" nhằm tận dụng cơ hội để khuếch trương thương hiệu, đây là hậu quả của việc coi nhẹ giáo dục đạo đức, coi nhẹ các giá trị xã hội.